# Treyvaux
Treyvaux é uma comuna da Suíça, no Cantão Friburgo, com cerca de 1.351 habitantes. Estende-se por uma área de 11,42 km², de densidade populacional de 118 hab/km². Confina com as seguintes comunas: Arconciel, La Roche, Le Mouret, Pont-la-Ville, Rossens, Senèdes.
A língua oficial nesta comuna é o Francês.